# Microsporum audouinii

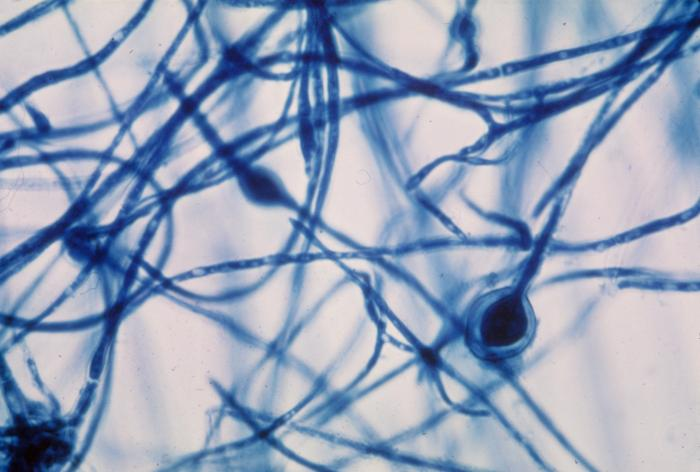
Strzępki i chlamydospory

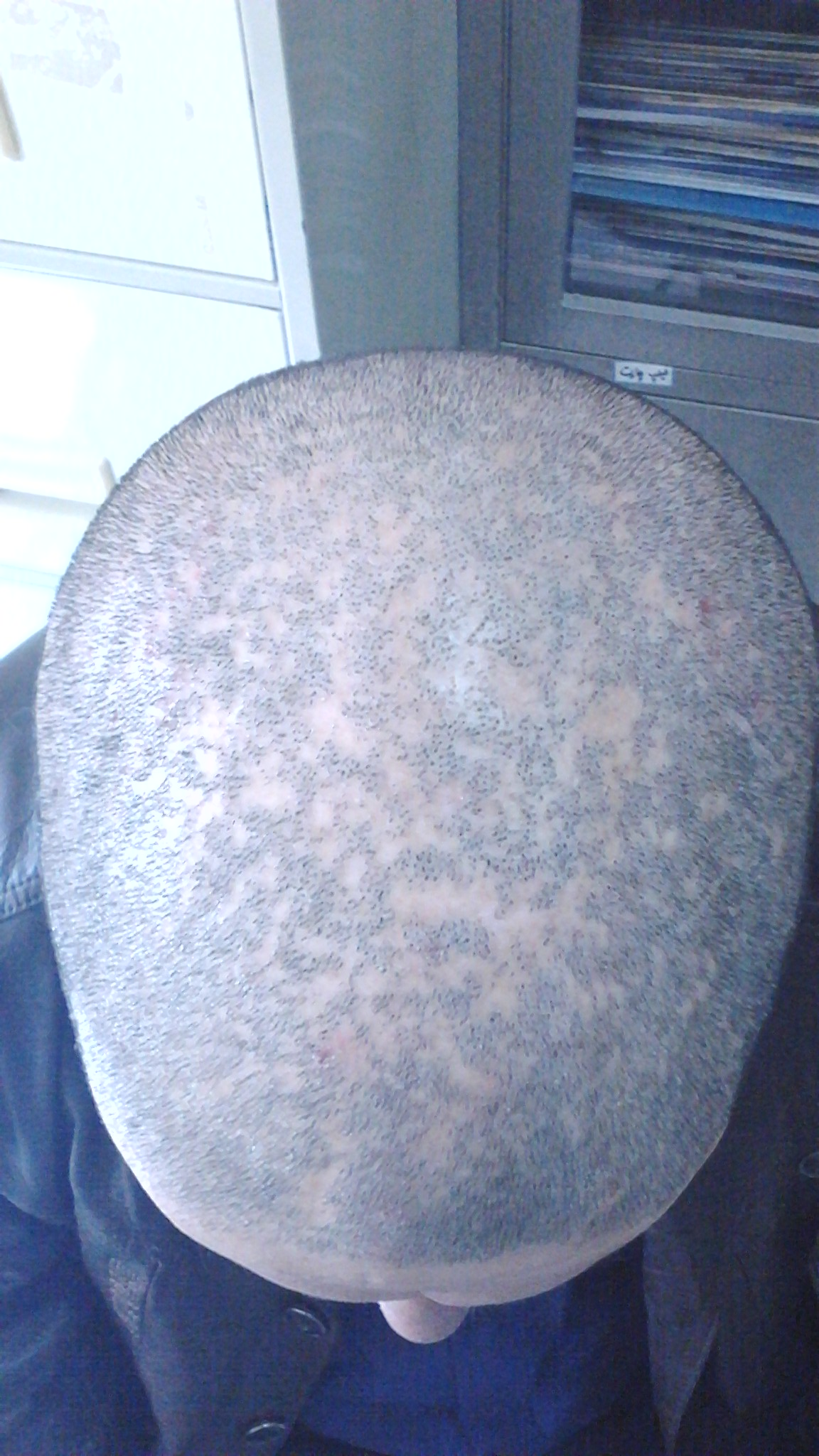
Grzybica strzygąca

Microsporum audouinii Gruby – gatunek grzyba zaliczany do rzędu Onygenales. Grzyb chorobotwórczy, dermatofit wywołujący u ludzi grzybice skóry.

## Systematyka i nazewnictwo
Pozycja w klasyfikacji według Index Fungorum: Microsporium, Arthrodermataceae, Onygenales, Eurotiomycetidae, Eurotiomycetes, Pezizomycotina, Ascomycota, Fungi.
Gatunek ten zdiagnozował David Gruby w 1843 r. Ma 25 synonimów. Są nimi wszystkie odmiany i formy. Niektóre inne:
- Sabouraudites depauperatus (Guég.) M. Ota & Langeron 1923
- Sabouraudites equinus (Delacr. & E. Bodin) M. Ota & Langeron 1923
- Sabouraudites pertenuis (Plant) Nann. 1934
- Sabouraudites tardus (Sabour.) M. Ota & Langeron 1923
- Veronaia audouinii (Gruby) Benedek 1961

## Występowanie
Microsporum audouinii to antropofilny grzyb dermatofitowy. Wraz z Trichophyton tonsurans, Trichophyton violaceum i Trichophyton soudanense wywołuje u ludzi grzybicę strzygącą. Microsporum audouinii jest głównym patogenem powodującym tę chorobę w USA, badania hiszpańskie wykazały, że w latach 1930–1951 był bardzo powszechny w Madrycie, Saragossie, Walencji i Andaluzji, ale praktycznie zniknął w latach 60. po wprowadzeniu do jego leczenia gryzeofulwiny. Nowsze badania hiszpańskie wykazują, że M audouinii nadal jest sporadycznie izolowany od pacjentów z grzybicą tułowia, grzybicą owłosionej skóry głowy i grzybicą stóp. Jednak we Francji odnotowano liczne przypadki, również w postaci grzybicy skóry owłosionej głowy, a jej ogniska wybuchły w Szwajcarii, Niemczech, Belgii i Australii.

## Morfologia
M. audouinii wytwarza wrzecionowate makrokonidia o wymiarach 7–30 × 35–160 μm oraz maczugowate mikrokonidia o wymiarach 2,5–3,5 × 4–7 μm z gładkimi lub kolczastymi ścianami zewnętrznymi. Wytwarza enzymy trawiące keratynę, dzięki czemu może kolonizować zrogowaciałe tkanki (głównie włosy).
Istnieje szereg różnych testów umożliwiających identyfikację M. audouinii. W badaniu histologicznym chorego włosa widoczne są szczeliny między wewnętrzną pochewką korzenia a włosem. M. audouinii fluoryzuje podczas badania w świetle ultrafioletowym (lampa Wooda). Dwoma głównymi podłożami hodowlanymi stosowanymi do testowania pod kątem M. audouinii są agar Sabouraud’s Dextrose i Agar Potato Dextrose. W pierwszym przypadku wzrost jest powolny i słaby, a większość szczepów wytwarza kilka nieudanych makrokonidiów i nieliczne mikrokonidia. Kolonie są płaskie, gęste i mają bawełnianą konsystencję z odcieniem szaro-białym do czerwonawo-brązowego. Na agarze ziemniaczano-dekstrozowym kolonie są białe z jedwabistą konsystencją i spodem koloru brzoskwiniowego. M. audouinii można odróżnić od niezarodnikujących szczepów podobnego Microsporum canis przez hodowlę na autoklawowanym ryżu. W tych warunkach M canis zazwyczaj daje obfity wzrost i niewielką lub żadną pigmentację, podczas gdy M. audouinii nie daje widocznego wzrostu i obfituje w brązowy pigment. Dość nowym narzędziem do szybkiej identyfikacji tych grzybów jest test PCR.

## Patologia
Grzybica skóry owłosionej głowy rozwija się, gdy inokulum od innej osoby lub zwierzęcia dostanie się na odsłoniętą rogową warstwę skóry głowy. Przyczyną takiego uszkodzenia naskórka może być uraz skóry głowy, ciasne oplatanie włosów lub stylizacja włosów za pomocą zainfekowanych tym patogenem narzędzi. Ogólnie rzecz biorąc, rozprzestrzenianie się grzybów jest ułatwione przez ubóstwo, złą higienę i przeludnienie. Gdy grzyb wejdzie w warstwę rogową naskórka, nadal atakuje naskórek, następnie wnika do mieszka włosowego, penetruje łodygę włosa i rośnie na całej długości włosa. Strzępki rosną dystalnie, aż osiągną górną granicę strefy keratynizacji, gdzie trzon włosa jądrzastego całkowicie rogowacieje i przekształca się w twardą, pozbawioną jąder keratynę. Końcowy koniec rosnącej strzępki tworzy pierścień (tzw. grzywka Adamsona). Strzępki grzyba nadal rosną, wyrastają nad powierzchnię włosa i wytwarzają artrokonidia. Ostatecznie z powodu sił mechanicznych (wzrost grzyba) i wytwarzanego przez niego enzymu keratynaza wszystkie chore mieszki włosowe słabną, a włosy odpadają na wysokości 1–2 mm nad skórą (stąd nazwa grzybica strzygąca). Pozostałe włosy mają charakterystyczny ciemnoszary wygląd dzięki grzywce Adamsona.